# Rote

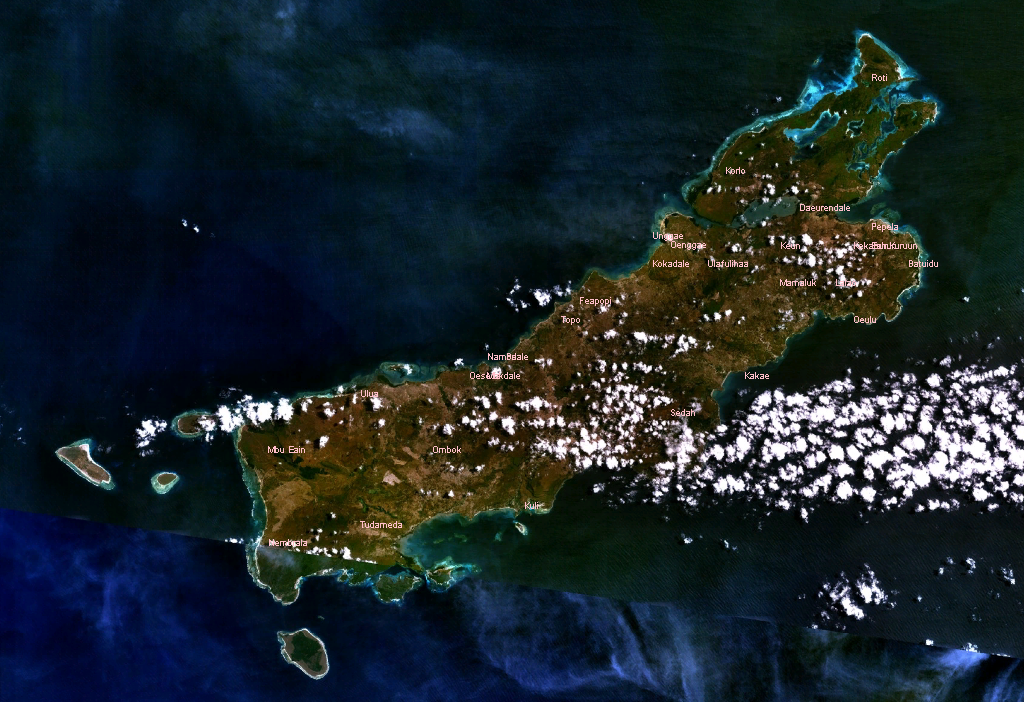
Rote

Đảo Rote (tiếng Indonesia: Pulau Rote, cũng được viết là Roti) là một hòn đảo của Indonesia và là một phần của tỉnh Đông Nusa Tenggara của quần đảo Sunda Nhỏ. Đảo có diện tích 1.200 km² (463 sq mi). Đảo nằm 500 km (311 dặm) về phía đông bắc của bờ biển Úc và 170 km (106 dặm) về phía đông bắc của quần đảo Ashmore và Cartier. Hòn đảo này nằm về phía tây nam của hòn đảo lớn của Timor. Về phía bắc là biển Savu, và về phía nam là Biển Timor. Về phía tây là Savu và Sumba. Hòn đảo không có người Dana (còn gọi là Ndana), nằm ngay bờ biển phía nam của đảo, với diện tích 14 km² (5 dặm vuông), đảo Dana là đảo cực nam của Indonesia. Cùng với một số đảo nhỏ khác gần đó, chẳng hạn như Ndao, tạo thành Huyện Rote Ndao, theo điều tra dân số năm 2010 dân số huyện là 119.711.
Đô thị chính, tên là Baa, nằm ở phía bắc của đảo. Thị trấn có một khu vực tốt để lướt sóng ở phía nam xung quanh làng Nembralla. Có một chuyến phà hàng ngày tới đảo từ Kupang, thủ phủ của tỉnh Đông Nusa Tenggara thuộc Tây Timor.